# Grassau
Grassau – gmina targowa w Niemczech, w kraju związkowym Bawaria, w rejencji Górna Bawaria, w regionie Südostoberbayern, w powiecie Traunstein. Leży około 17 km na południowy zachód od Traunsteinu, nad rzeką Großache, przy drodze B305 i B307.

## Demografia
| Rok  | Liczba mieszk. |
| ---- | -------------- |
| 1970 | 4 803          |
| 1987 | 5 383          |
| 2000 | 6 177          |
| 2005 | 6 334          |

### Struktura wiekowa
Dane o ludności z 31 grudnia 2008:
| Opis                                | Ogółem | Ogółem | Kobiety | Kobiety | Mężczyźni | Mężczyźni |
| ----------------------------------- | ------ | ------ | ------- | ------- | --------- | --------- |
| Jednostka                           | osób   | %      | osób    | %       | osób      | %         |
| Populacja                           | 6372   | 100    | 3291    | 51,65   | 3081      | 48,35     |
| Wiek przedprodukcyjny (0–17 lat)    | 1164   | 18,27  | 560     | 8,79    | 604       | 9,48      |
| Wiek produkcyjny (18–65 lat)        | 3768   | 59,13  | 1917    | 30,08   | 1851      | 29,05     |
| Wiek poprodukcyjny (powyżej 65 lat) | 1440   | 22,6   | 814     | 12,77   | 626       | 9,82      |

## Polityka
Wójtem gminy jest Rudi Jantke z SPD, rada gminy składa się z 20 osób.
|      | CSU | SPD | AESR | FW | UGL | Razem |
| 2008 | 6   | 7   | 3    | 2  | 2   | 20    |
| 2002 | 8   | 6   | 2    | 3  | 1   | 20    |